# Teufelskopf (Schwarzwälder Hochwald)
Der Teufelskopf ist eine 695 m ü. NHN hohe Erhebung im Irrwald, einem Teil des Schwarzwälder Hochwaldes (Hunsrück) bei Waldweiler nahe der Landesgrenze zwischen Rheinland-Pfalz und dem Saarland. Auf der Erhebung befindet sich der stillgelegte Sender Teufelskopf.

## Geographie

### Lage
Der Teufelskopf erhebt sich im Naturpark Saar-Hunsrück zwischen Waldweiler im Nordwesten, Wadrill im Ostsüdosten und Steinberg im Südosten. Sein auf Rheinland-Pfälzer Gebiet in der Gemarkung Waldweiler befindlicher Gipfel liegt 1,7 km nordöstlich des auf der Grenze zum Saarland gelegenen Schimmelkopfs (694,8 m), und 1,4 km südwestlich des Mückenbornbergs (692,6 m). Auf der Ostflanke der Erhebung entspringt der Prims-Zufluss Wahnbach. Auf der Nordwestflanke liegt die Quelle des Ruwer-Zuflusses Burkelsbach und jene von dessen Kleinzufluss Aalbach.

### Naturräumliche Zuordnung
Der Teufelskopf gehört in der naturräumlichen Haupteinheitengruppe Hunsrück (Nr. 24), in der Haupteinheit Hoch- und Idarwald (242) und in der Untereinheit Schwarzwälder Hochwald (242.0) zum Naturraum Greimerather Hochwald (242.00).

## Berghöhe
Der Teufelskopf ist laut einem auf topographischen Karten verzeichneten trigonometrischem Punkt im Bereich des Senders Teufelskopf mindestens 695 m hoch. Wenige Meter südwestlich vom Gipfel befindet sich eine 694,3 m hohe Stelle. Im Südwesten der Gipfelregion ist auf derartigen Karten etwa in Ovalform eine 695-m-Höhenlinie ohne weitere Höhenangabe zu finden, so dass es möglich ist, dass die Erhebung im Inneren dieses Ovals noch etwas höher als 695 m ist. Etwas ostnordöstlich des Gipfels liegt eine Waldwegkreuzung auf 685 m Höhe.

## Schutzgebiete
Bis auf die unteren Bereiche der Nordflanke des Teufelskopfs reichen Teile des Naturschutzgebiets (NSG) Keller Mulde mit Leh- und Rothbachtal, mit Laberg und Grammert (CDDA-Nr. 318638; 1999 ausgewiesen; 2,7168 km² groß). Bis auf die Südostflanke reichen solche des NSG Oberes Wahnbachtal (CDDA-Nr. 318896; 2002; 46,45 ha), des Landschaftsschutzgebiets Wald von Saarschleife über Mettlach bis Steinberg (CDDA-Nr. 390144; 1952; 37,2597 km²) und des Fauna-Flora-Habitat-Gebiets Bremerkopf bei Steinberg (FFH-Nr. 6407-306; 5,64 km²).

## Sender Teufelskopf

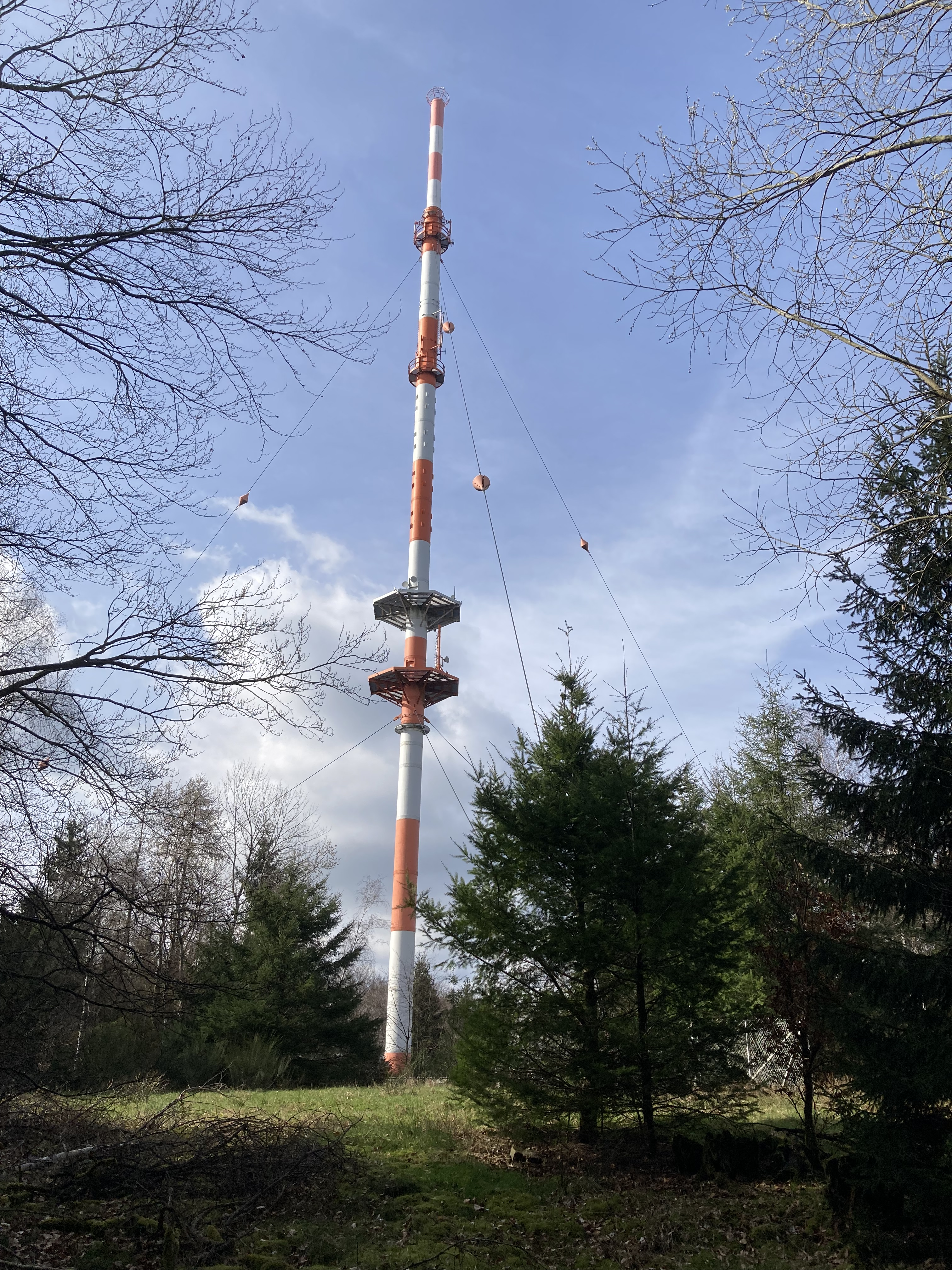
Sendemast Teufelskopf

Auf dem Teufelskopf befindet sich der stillgelegte Sender Teufelskopf. Sein 1962 erbauter, 120 m hoher und abgespannter Sendemast hat zwei Plattformen mit Richtfunkantennen. Der Fernsehsender wurde 2008 abgeschaltet. Knapp 100 m ostsüdöstlich des Sendemasts steht ein niedrigerer Sendeturm, der von Vodafone genutzt wird. Die gesamte Anlage ist eingezäunt und darf von der Öffentlichkeit nicht betreten werden.

## Wandern
Eine gute Möglichkeit, den Teufelskopf zu erwandern, ist der ausgeschilderte Weg aus Richtung Weiskirchen. An einem Wanderweg steht eine kleine Kapelle. Alle Wege in der Gegend sind ausgeschildert und für Wanderer und Mountainbiker geeignet. Informationen erhält man in der Touristeninformation Weiskirchen.